# Nenince
Nenince (maď. Lukanenye) jsou obec na Slovensku v okrese Veľký Krtíš. Podle webových stránek obce je první písemná zmínka o obci v Cividalském evangeliáři (Evangelium de Cividale) z 9. století. Další písemná zmínka pochází z roku 1135.

## Název
Název byl utvořen podle latinsko-římského podstatného jména nenie s významem pohřební, smuteční píseň.

## Pamětihodnosti
- Římskokatolický kostel Všech svatých, jednolodní barokně-klasicistní stavba z roku 1764 s pravoúhlým ukončením presbytáře a představenou věží. V interiéru se nachází z původního zařízení jedině kazatelna z roku 1787, ostatní zařízení pochází z období přestavby kostela, která proběhla v roce 1910.
- Klasicistní zámeček rodiny Blaskovits, dvoupodlažní bloková stavba z poloviny 18. století, přestavěná v 19. a 20. století. Stavba je členěna středním rizalitem. V interiéru se nacházejí místnosti zaklenuté štukovou korýtkovou klenbou.
- Kurie rodiny Luka, dvoupodlažní stavba na půdorysu písmena L s mansardovou střechou z 18. století. Kurie byla rozšířena v 19. století. V současnosti zde sídlí základní škola s mateřskou školou, s výchovným a vyučovacím jazykom slovenským a maďarským.[5]